# Andrea Angiolino
Andrea Angiolino, né en Italie, à Rome, le 27 avril 1966, est créateur de jeu.

## Auteur de jeux
Parmi ses derniers jeux de société : Dragon Ball – Alla ricerca delle sette sfere (Nexus Editrice 1998), Ulysses (Winning Moves 2001), Wings of War (Nexus Editrice 2004, English edition by Fantasy Flight Games) et le jeu de carte Obscura Tempora (Rose & Poison 2005).
À noter la collection de deux jeux de société et un jeu de rôle dans l’univers de Dragon Ball, basé sur l’univers d'Akira Toriyama, publié par Nexus Editrice en italien.
Il a écrit plusieurs autres jeux de rôle. Parmi eux, Orlando Furioso, écrit avec Gianluca Meluzzi, fut publié par la municipalité de Rome, afin d’être distribué dans les écoles et les bibliothèques municipales. Il créa aussi des jeux pour la radio et la télévision, les magazines, la publicité, les spectacles et festivals.

## Journaliste spécialisé en jeux
Il est journaliste professionnel spécialisé dans les jeux : il commença avec une colonne consacrée au jeu de rôle dans le mensuel italien Pergioco en septembre 1982, avec Gregory Alegi, et travailla également pour de nombreux magazines et journaux nationaux, stations de radio et sites internet.

## Écrivain
Il est l’auteur de plus de 20 livres, plusieurs d’entre eux ayant été traduits dans plusieurs langues, et créa plusieurs jeux sur CD-Rom. Il a été le premier auteur italien à publier un "Livre dont vous êtes le héros", In Cerca di fortuna (Ripostes 1987) et le premier à en publier un pour les enfants non-lecteurs : Il Mischiastorie – Osvaldo e i cacciatori (Lapis 2005, illustré par Valeria De Catarini).
Il a également publié plusieurs nouvelles fantastiques et une encyclopédie du monde fantastique de Warhammer, décrit comme s’il était réel. (Hobby & Work, Games Workshop & Nexus Editrice 1996).
Il publia deux manuels traitant de l’utilisation des jeux de rôle et livres-jeux dans les écoles et les bibliothèques, et organisa également des formations à l’utilisation des jeux en général pour les professeurs et les documentalistes. En 1999, le ministre italien de l’Éducation nationale le nomma "Expert Game Inventor ".
En 2000, il a contribué à la création du jeu de conte En voyage avec Shahrazad publié en italien, français et espagnol en coopération avec le Provveditorato agli Studi de Catane, le Mouvement français pour le planning familial (Paris), et le Centre de Profesorez y Recuresos de Medina del Campo.

## Ludographie en français

### Seul auteur
- Obscura Tempora, 2005, Rose & Poison

### AvecJosé CalabroetBeniamino Sidoti
- En voyage avec Shahrazad, 2000, Donne dell’isola

### AvecPier Giorgio Paglia
- Wings of War – Famous Aces, 2005, Ubik
- Wings of War – Watch your back!, 2005, Ubik
- Wings of War – Burning Drachens, 2006, Ubik
- Wings of War – De Luxe, 2007, Ubik
- Wings of War – The Dawn of World War II, 2007, Ubik
- Wings of War Miniatures - Deluxe set, 2007, Ubik
- Wings of War - Fire from the Sky, 2009, Ubik
- Wings of War WW2 Miniatures - Deluxe set, 2009, Ubik
- Wings of War - Flight of the Giants, 2009, Ubik

### AvecBruno Faidutti,Alan R. MoonetPier Giorgio Paglia
- Isla Dorada, 2010, Funforge